# Singularidade removível
Em análise complexa, uma singularidade removível de uma função holomorfa é um ponto isolado no qual a função aparentemente não é definida, mas através de manipulações algébricas, o domínio da função pode ser expandido de modo a incluir a singularidade (de modo a manter a função holomorfa).

## Definição
Seja Ω um subconjunto aberto do plano complexo C, a um ponto de Ω , e f : Ω  - {a} → C uma função holomorfa, então a é denominada uma singularidade removível para f se existe uma função holomorfa g : Ω  → C que coincide com f em U - {a}. Dizemos que f é holomorficamente extensível sobre a se uma g existe.

## Teorema de Riemann
O teorema de Riemann sobre singularidades removíveis afirma características quando a singularidade é removível:
 Theorema. São equivalentes as afirmativas:
i)  f é holomorfamente extensível sobre a.
ii)  f é continuamente extensível sobre a.
iii) Há uma vizinhança de a sobre o qual f é uma função limitada.
iv)  limz → a(z - a ) f(z) = 0.